# Tolovkita
La tolovkita és un mineral de la classe dels sulfurs, que pertany al grup de la cobaltita. Rep el nom del riu Tolovka (Rússia), on va ser descoberta.

## Característiques
La tolovkita és un sulfur de fórmula química IrSbS. Va ser aprovada com a espècie vàlida per l'Associació Mineralògica Internacional l'any 1980, sent publicada per primera vegada el 1981. Cristal·litza en el sistema isomètric. La seva duresa a l'escala de Mohs és 7,5.
Segons la classificació de Nickel-Strunz, la tolovkita pertany a «02.EA: Sulfurs metàl·lics, M:S = 1:2, amb Fe, Co, Ni, PGE, etc.» juntament amb els següents minerals: aurostibita, bambollaïta, cattierita, erlichmanita, fukuchilita, geversita, hauerita, insizwaïta, krutaïta, laurita, penroseïta, pirita, sperrylita, trogtalita, vaesita, villamaninita, dzharkenita, gaotaiïta, al·loclasita, costibita, ferroselita, frohbergita, glaucodot, kullerudita, marcassita, mattagamita, paracostibita, pararammelsbergita, oenita, anduoïta, clinosafflorita, löllingita, nisbita, omeiïta, paxita, rammelsbergita, safflorita, seinäjokita, arsenopirita, gudmundita, osarsita, ruarsita, cobaltita, gersdorffita, hol·lingworthita, irarsita, jol·liffeïta, krutovita, maslovita, michenerita, padmaïta, platarsita, testibiopal·ladita, ullmannita, wil·lyamita, changchengita, mayingita, hollingsworthita, kalungaïta, milotaïta, urvantsevita i reniïta.
L'exemplar que va servir per a determinar l'espècie, el que es coneix com a material tipus, es troba conservat al museu de mineria de Leningrad.

## Formació i jaciments
Va ser descoberta al placer del riu Tolovka, al massís ultrabàsic Ust'-Bel'skii, dins el krai de Kamtxatka (Rússia). També ha estat descrita a l'Iran, el Japó, els Estats Units, el Canadà, Noruega i Escòcia.